# Тухун (присілок)
Тухун (рос. Тухун) — присілок у Боровицькому районі Новгородської області Російської Федерації.
Населення становить 18 осіб. Належить до муніципального утворення Передське сільське поселення.

## Історія
До 1927 року населений пункт перебував у складі Новгородської губернії. У 1927-1944 роках перебував у складі Ленінградської області.
Орган місцевого самоврядування від 2010 року — Передське сільське поселення.

## Населення
| 2010 |
| ---- |
| 18   |